# Aplicación lineal casi abierta
En análisis funcional y áreas relacionadas de las matemáticas, una aplicación casi abierta entre espacios topológicos es una función que satisface una condición similar, pero más débil, a la condición de ser una aplicación abierta.
Como se describe a continuación, para ciertas categorías amplias de espacios vectoriales topológicos, todos los operadores lineales sobreyectivos son necesariamente casi abiertos.

## Definiciones
Dada un aplicación sobreyectiva {\displaystyle f:X\to Y}, un punto {\displaystyle x\in X} se llama punto de apertura para {\displaystyle f}; y se dice que {\displaystyle f} es abierto en {\displaystyle x} (o una aplicación abierta en {\displaystyle x}) si para cada entorno abierto {\displaystyle U} de {\displaystyle x}, {\displaystyle f(U)} es un entorno de {\displaystyle f(x)}) en {\displaystyle Y} (téngase en cuenta que no es necesario que el entorno {\displaystyle f(U)} sea abierto).
Un aplicación sobreyectiva se denomina abierta si está abierta en cada punto de su dominio, mientras que se denomina casi abierta cuando cada una de sus fibras tiene algún punto de apertura.
Explícitamente, se dice que un aplicación sobreyectiva {\displaystyle f:X\to Y} es casi abierta si por cada {\displaystyle y\in Y}, existe algún {\displaystyle x\in f^{-1}(y)} tal que {\displaystyle f} esté abierto en {\displaystyle x}.
Cada sobreyección casi abierta es necesariamente una aplicación pseudoabierta (concepto introducido por Alexander Arhangelskii en 1963), lo que por definición significa que para cada {\displaystyle y\in Y} y cada entorno {\displaystyle U} de {\displaystyle f^{-1}(y)} (es decir, {\displaystyle f^{-1}(y)\subseteq \operatorname {Int} _{X}U}), {\displaystyle f(U)} es necesariamente un entorno de {\displaystyle y}.

### Aplicación lineal casi abierta
Un aplicación lineal {\displaystyle T:X\to Y} entre dos espacios vectoriales topológicos (EVT) se llama aplicación lineal casi abierta si para cualquier entorno {\displaystyle U} de {\displaystyle 0} en {\displaystyle X}, el cierre de {\displaystyle T(U)} en {\displaystyle Y} es un entorno del origen.
Es importante destacar que algunos autores utilizan una definición diferente de "aplicación casi abierta", en la que, en cambio, requieren que la aplicación lineal {\displaystyle T} satisfaga que: para cualquier vecindad {\displaystyle U} de {\displaystyle 0} en {\displaystyle X}, el cierre de {\displaystyle T(U)} en {\displaystyle T(X)} (en lugar de en {\displaystyle Y}) es un entorno del origen. En este artículo no se utilizará esta definición.
Si una aplicación lineal {\displaystyle T:X\to Y} es casi abierta, entonces debido a que {\displaystyle T(X)} es un subespacio vectorial de {\displaystyle Y} que contiene un entorno del origen en {\displaystyle Y}, la aplicación {\displaystyle T:X\to Y} es necesariamente una función sobreyectiva.
Por este motivo, muchos autores exigen la sobreyectividad como parte de la definición de "casi abierto".
Si {\displaystyle T:X\to Y} es un operador lineal biyectivo, entonces {\displaystyle T} es casi abierto si y solo si {\displaystyle T^{-1}} es casi continuo.

## Relación con las aplicaciones abiertas
Cada aplicación abierta sobreyectiva es también casi abierta, pero en general, lo contrario no es necesariamente cierto.
Si una sobreyección {\displaystyle f:(X,\tau )\to (Y,\sigma )} es un aplicación casi abierta, entonces será abierta si satisface la siguiente condición (una condición que hace que no dependa de la topología {\displaystyle \sigma } de {\displaystyle Y}):
Siempre que {\displaystyle m,n\in X} pertenezca a la misma fibra de {\displaystyle f} (es decir, {\displaystyle f(m)=f(n)}), entonces para cada entorno {\displaystyle U\in \tau } de {\displaystyle m}, existe alguna vecindad {\displaystyle V\in \tau } de {\displaystyle n} tal que {\displaystyle F(V)\subseteq F(U)}.
Si la aplicación es continua, entonces la condición anterior también es necesaria para que sea abierta. Es decir, si {\displaystyle f:X\to Y} es una sobreyección continua, entonces es una aplicación abierta si y solo si es casi abierta y satisface la condición anterior.

### Teoremas de aplicación abierta
Teorema: Si {\displaystyle T:X\to Y} es un operador lineal sobreyectivo de un espacio localmente convexo {\displaystyle X} a un espacio barrilado {\displaystyle Y}, entonces {\displaystyle T} es casi abierta.
Teorema: Si {\displaystyle T:X\to Y} es un operador lineal sobreyectivo de un EVT {\displaystyle X} a un espacio de Baire {\displaystyle Y}, entonces {\displaystyle T} es casi abierto.
Los dos teoremas anteriores no requieren que la aplicación lineal sobreyectiva satisfaga condición topológica alguna.
Teorema: Si {\displaystyle X} es un EVT pseudometrizable completo, {\displaystyle Y} es un EVT de Hausdorff y {\displaystyle T:X\to Y} es una sobreyección lineal cerrada y casi abierta, entonces {\displaystyle T} es un aplicación abierta.
Teorema: Supóngase que {\displaystyle T:X\to Y} es un operador lineal continuo desde un EVT pseudometrizable completo {\displaystyle X} a un EVT de Hausdorff {\displaystyle Y}. Si la imagen de {\displaystyle T} no es exigua en {\displaystyle Y}, entonces {\displaystyle T:X\to Y} es una aplicación abierta sobreyectiva e {\displaystyle Y} es un espacio metrizable completo.